# Tourville-sur-Arques
Tourville-sur-Arques – miejscowość i gmina we Francji, w regionie Normandia, w departamencie Sekwana Nadmorska.
Według danych na rok 1990 gminę zamieszkiwały 1012 osoby, a gęstość zaludnienia wynosiła 172 osoby/km² (wśród 1421 gmin Górnej Normandii Tourville-sur-Arques plasuje się na 232. miejscu pod względem liczby ludności, natomiast pod względem powierzchni na miejscu 619.).